# 鈍頭杜父魚
鈍頭杜父魚，為輻鰭魚綱鮋形目杜父魚亞目杜父魚科的其中一種，為溫帶淡水魚，分布於亞洲日本本州、九州及四國山區淡水流域，體長可達15公分，棲息在底層水域，生活習性不明。

## 擴展閱讀
維基物種上的相關：鈍頭杜父魚